# Инцитат
Инцитат (на латински: Incitatus) се нарича любимият кон на римския император Калигула.
Опонентите на Калигула, разпространяват слух, че той възнамерявал да го провъзгласи за консул, за да докаже силата на своята власт и да се подиграе със сената.
Според Светоний в „Животът на дванадесетте цезари“ конят е имал конюшня от мрамор, с ясли от слонова кост, пурпурна сбруя и юлар със скъпоценни камъни.
Дион Касий (155–235 г. сл. Хр.) сочи, че конят е бил обслужван от нарочни слуги и е бил хранен с овес, примесен със зърна злато.